# Discelium
Discelium, monotipski rod mahovnjača iz razreda pravih mahovina smješten u vlastitu porodicu i red. Jedina vrsta je D. nudum raširena po Sjevernoj Americi gdje je poznaju kao flag-moss.
Porodica Disceliaceae nekada je uključivana u red Funariales.